# اتحادیه کاچوا (جسورصادار)
اتحادیه کاچوا (به لاتین: Kachua Union) یک منطقهٔ مسکونی در بنگلادش است که در Jessore Sadar Upazila واقع شده است. اتحادیه کاچوا ۲۹٫۰۰ کیلومتر مربع مساحت و ۲۵٬۹۱۲ نفر جمعیت دارد.